# Port lotniczy Yogyakarta-Adisucipto
Port lotniczy Yogyakarta-Adisucipto (indonez. Bandara Adisucipto) – międzynarodowy port lotniczy w Indonezji; 8 km na wschód od centrum miasta Yogyakarta.

## Linie lotnicze i połączenia

### Krajowe
- Batavia Air
- Citilink
- Garuda Indonesia
- Indonesia AirAsia
- Mandala Airlines
- Merpati Nusantara Airlines
- Lion Air
- Sriwijaya Air
- Wings Air
- XpressAir

### Międzynarodowe
- AirAsia (Johor Bahru, Kuala Lumpur, Singapur)
- Malaysia Airlines (Kuala Lumpur)